# Ugo Poletti
Ugo Poletti (ur. 19 kwietnia 1914 w Omegna, zm. 25 lutego 1997 w Rzymie) – włoski duchowny katolicki, arcybiskup Spoleto, wikariusz diecezji rzymskiej, kardynał.

## Życiorys
Został wyświęcony na księdza 29 czerwca 1938 w Novarze (studiował w miejscowym seminarium). Pracował w seminarium duchownym i kurii biskupiej w Novarze, m.in. był prowikariuszem generalnym. W 1958 został biskupem pomocniczym Novary (ze stolicą tytularną Medeli), otrzymał sakrę biskupią 14 września 1958 z rąk arcybiskupa Vincenzo Gilla Gremigni (biskupa Novary). Uczestniczył w obradach Soboru Watykańskiego II. W czerwcu 1967 został mianowany arcybiskupem Spoleto, w lipcu 1969 przeniesiony do pracy w wikariacie Rzymu; otrzymał tytularną stolicę arcybiskupią Aemona i powierzono mu obowiązki II wiceregenta Rzymu, a we wrześniu 1972 – prowikariusza generalnego Rzymu.
Na konsystorzu 5 marca 1973 papież Paweł VI kreował go kardynałem, z tytułem prezbitera Ss. Ambrogio e Carlo al Corso. Od tego czasu aż do stycznia 1991 był pełnoprawnym wikariuszem diecezji rzymskiej, pełnił m.in. funkcję legata papieskiego na uroczystościach otwarcia Świętych Drzwi w bazylice Matki Bożej Większej w czasie lat jubileuszowych 1975 i 1983. Brał udział w kolejnych sesjach Światowego Synodu Biskupów w Watykanie, uczestniczył w obu konklawe w 1978 oraz przez pięć lat (1985–1990) przewodniczył Konferencji Episkopatu Włoch. Od 1991 do śmierci był archiprezbiterem bazyliki Matki Bożej Większej. W tej też bazylice został pochowany po śmierci w 1997.